# Italo Calvino
Italo Calvino (15. listopada 1923. – 19. rujna 1985.), talijanski književnik.

## Rani život
Rodio se 15. listopada 1923. godine na Kubi, u gradu Santiago de Las Vegas blizu Havane. Otac Giacomo, rodom iz talijanske pokrajine Ligurije, bio je agronom. Majka Evelina Mameli, rođena na Sardiniji, bila je botaničarka. Godine 1926. obitelj Calvino vratila se u Italiju i nastanila u Sanremu, u rodnom kraju svojega oca: u samom gradu su imali kuću sa značajnim staklenikom, a na roditeljskoj farmi u zaleđu - gdje su Italo i njegov 4 godine mlađi brat Floriano (kasnije, zapaženi geolog) provodili mnoge dane svojega djetinjstva i rane mladosti - je otac iskušavao u mediteranskim uvjetima uzgoj tropskog voća poput grejpa. Italo Calvino proživio svoje djetinjstvo u idiličnom obiteljskom okruženju, prožetom ljubavlju i strašću prema znanosti. Rano fašističko razdoblje talijanske povijesti naizgled nije osobito obilježilo Calvinovu ličnost niti pomutilo miran obiteljski život tih godina. Roditelji su bili politički lijevo usmjereni, te su odlučili sinove ne slati ni na katolički vjeronauk, što je u ono doba bilo vrlo rijetki izbor, koji je Itala očito izdvajao od većine.
Tijekom gimnazije, dijelio je u razredu klupu s Eugenijem Scalfarom, kasnijim izdavačem uglednih talijanskih časopisa L'Espresso i La Repubblica; njih dvojica su ostali prijatelji cijeloga života i mnogo su utjecali jedan na drugoga.  
Po završetku gimnazije, Calvino je u Torinu upisao studij poljoprivrede, ali njegujući svoje druge interese: književnost, filmsku umjetnost i kazalište. Čita djela antifašističkih autora Elija Vittorinija, Natalija Ginzburga, Norberta Bobbija i Cesarea Pavesea. 1943. godine prelazi na sveučilište u Firenci, gdje polaže još nekoliko ispita na poljoprivrednom fakultetu. Tijekom studija piše prve članke za novine; 1941. mu "Giornale di Genova" objavljuje nekoliko recenzija filmova. Iskušava se i u pisanju prvih književnih djela, ali ih izdavači još ne žele tiskati.
Na poticaj svoje majke, Italo i njegov brat Floriano stupaju 1944. godine u komunistički pokret otpora (protiv nacista i Mussolinijeve Talijanske Socijalne Republike), a potom postaje Italiji i član Komunističke partije Italije. Nakon kraja rata 1945. godine se vraća u Torino, ali prelazi na studij književnosti; kao ratnom veteranu, bilo mu je dopušteno upisati odmah 3. godinu studija. U Torinu nastavlja sudjelovati u radu Komunističke partije, uglavnom angažmanom u novinstvu. 
Calvino diplomira 1947. godine, te nastavlja novinarsku karijeru u Torinu. Iste godine objavljuje svoju prvu knjigu “Put do paukovih gnijezda”, inspiriranu njegovim doživljajima iz Pokreta otpora. 1949. godine objavljuje prvu zbirku novela, te nastavlja s novinarskim radom. 1957. godine se, razočaran Staljinovim gušenjem Mađarske revolucije 1956. i podrškom KPI Staljinu, javno distancira od Komunističke partije Italije.

## Književni uspjeh
Godine 1949. objavljuje zbirku pripovijedaka “Posljednji dolazi gavran”.  
Između 1958. i 1962. počinje njegovo zrelo umjetničko razdoblje, u kojem najprije objavljuje pripovijetke La gallina di reparto, La nuvola di smog te antologiju pripovijedaka Racconti. Calvini postaje u Italiji cijenjeni književnik. Roman Nepostojeći vitez (tal. Il cavaliere inesistente) objavljen je 1959. godine. Iste godine Calvino odlazi u SAD, na putovanje koje će ga nadahnuti za pisanje neobjavljenoga spisa Un ottimista in America. Esej La sfida al labirinto te pripovijetka La strada di San Giovanni izlaze u književnom časopisu „Il Menabò“, što ga je Calvino pokrenuo zajedno s Vittorinijem. Calvinova je slava sada već afirmirana. Pozivan je na konferencije i rasprave diljem Europe. Na jednom od književnih susreta, godine 1962. upoznao je svoju buduću suprugu, argentinku Esther Judith Singer, s kojom sklapa brak 1964. godine u Havani. 
Tih se godina oformljuje Gruppo ’63, neoavangardna književna struja, koju Calvino sa zanimanjem prati, no ne dijeli njezine premise. Objavljuje pripovijetke La giornata di uno scrutatore i Speculazione edilizia. Krajem 1964. objavljuje prve fantastične pripovijetke iz kasnije zbirke Kozmikomike (tal. Le cosmicomiche): La distanza della Luna, Sul far del giorno, Un segno nello spazio, Tutto in punto. Nedugo nakon toga objavljuje roman Barun penjač (tal. Il barone rampante).
Godine 1967. Calvino se s obitelji seli u Pariz. Iako živi povučeno, prati tokove francuske kulture i druži se s pariškim intelektualcima, među kojima su Georges Perec, François Le Lionnais, Jacques Roubaud, Raymond Queneau. Prevodi Queneauov roman Les fleurs bleues. Produbljuje svoju strast za znanošću i kombinatorikom. Rezultati ovoga zanimanja vidljivi su već u pripovijednoj zbirci Te s nulom (tal. Ti con zero), koja osvaja književnu nagradu “Viareggio” 1968. godine. 
Calvinovo stvaralaštvo prošlo je raznolik književni put, od neorealističko-pustolovnog pripovijedanja u ranijim proznim djelima kao što je roman Staza do paukovih gnijezda (tal. Il sentiero dei nidi di ragno, 1947.), alegorijsko-bajkovite kombinatorike u trilogiji Naši preci (tal. I nostri antenati, 1960.) pa do književnog eksperimenta u Kozmikomikama (1965.) i Te s nulom (1967.). U romanima Nevidljvi gradovi (tal. Le città invisibili, 1972.) i Dvorac ukrštenih sudbina (tal. Il castello dei destini incrociati, 1973.) Calvino uspješno isprepleće žanrove, a metanarativni roman o čitanju i pisanju Ako jedne zimske noći putnik (tal. Se una notte d’inverno un viaggiatore, 1979.) postaje i svjetski bestseler. 
Esejističko-kritičke tekstove Calvino je pisao usporedo s pripovijednim djelima; većina ih je izdana postumno. Među njima valja istaknuti esejističke zbirke Una pietra sopra (1980.), te Perché leggere i classici (1991.), a zbog osobitog Calvinova futurološkog pogleda na pisanje posebno se izdvajaju Američka predavanja (tal. Le lezioni americane, 1988.). U Američkim predavanjima, prvotno građi za ciklus od šest predavanja na Harvardu, Calvino je definirao književne vrijednosti koje bi valjalo očuvati u nadolazećem tisućljeću: lakoća, brzina, točnost, vidljivost, mnogostrukost, konzistentnost.